# فيلهلم أوتهوف
فيلهلم أوتهوف (بالألمانية: Wilhelm Uhthoff)‏ هو طبيب عيون ألماني ولد في 31 تموز 1853 في كلاين فارين وتوفي في 21 آذار 1927.
حصل على شهادة الدكتوراه من جامعة برلين في عام 1877، ثم أصبح أستاذا في جامعات ماربورغ (1890) وبريسلاو (1896) حيث خلف كارل فريدريتش ريتشارد فورستر(1825–1902).
اختص أوتهوف في دراسة أمراض العيون المتعلقة بالجهاز العصبي المركزي. في عام 1890، وصف مضا يتصف بفقدان البصر المؤقت مرتبط بالهجد بالدني ومتعلق بالتهاب العصب البصري. هذه الحالة سميت لاحقا باسم ظاهرة أوتهوف، والتي وجد بأن سببها الزيادة في درجة حرارة الجسم.
في عام 1915، نشر مقالة عنوانها (Augensymptome bei Grosshirntumoren) والتي أعطت وصفا مبكرا لمرض عيني عصبي والذي سمي باسم بمتلازمة فوستر كندي، حيث أن روبرت فوستر كندي (1884–1952) وصف المرض وصفا شاملا لهذا المرض.